# Beneath the Eyrie
Beneath the Eyrie — седьмой альбом американской альтернатив-рок-группы Pixies, выпущенный 13 сентября 2019 года на лейблах BMG/Infectious. Продюсером выступил Том Дэлджети. Альбому предшествовали синглы «On Graveyard Hill» и «Catfish Kate», а сам он был записан в Dreamland Recording Studios, в отдалённой переоборудованной церкви в северной части штата Нью-Йорк. В процессе написания и записи на группу повлияло их готическое окружение. Вокалист и гитарист Блэк Фрэнсис утверждает: «Я хотел смешаться с миром духов, с жизнью и смертью, с мистическим и более сюрреалистическим пейзажем».

## Запись и выпуск
Альбом спродюсировал Том Дэлджети, который ранее работал над предыдущим альбомом группы 2016 года Head Carrier. Его выпуску предшествовал сингл «On Graveyard Hill», вышедший 3 июня 2019 года, за которым последовал второй сингл «Catfish Kate», вышедший 6 августа.
Название альбома было навеяно орлиным гнездом, обнаруженным за переоборудованной церковью, где группа записывалась: «Там был старый железнодорожный путь, построенный в 1800-е, весь заросший. На пути к нему можно было мельком увидеть гнездо гигантского орлана, гнездо белоголового орлана. Оно просто огромное, то ещё зрелище.»
Обложка альбома была разработана Воном Оливером, который разработал все обложки альбомов Pixies со времен Come On Pilgrim 1987 года. Beneath the Eyrie был последним сотрудничеством Оливера с группой перед его смертью в декабре 2019 года

### Продвижение
В преддверии альбома вышел двенадцатисерийный подкаст It's a Pixies Podcast (изначальное название Past Is Prologue). Его вёл Тони Флетчер. Эпизоды, в которых подробно рассказывалась запись каждой песни начали выходить с 27 июня. Последний эпизод вышел 12 сентября.
5 сентября группа исполнила «Catfish Kate» на «Позднем шоу со Стивеном Кольбером».
В поддержку альбома у группы запланировано мировое турне по Европе, Северной Америке и Австралии на оставшуюся часть 2019 года и до 2020 года. На австралийских концертах группа полностью исполнит альбомы Come On Pilgrim и Surfer Rosa.

## Оценки критиков
| Совокупная оценка | Совокупная оценка |
| Источник          | Оценка            |
| ----------------- | ----------------- |
| Metacritic        | 70/100            |
| Оценки критиков   |                   |
| Источник          | Оценка            |
| AllMusic          | [ 11 ]            |
| Clash             | 8/10              |
| DIY               | [ 13 ]            |
| The Guardian      | [ 14 ]            |
| The Independent   | [ 15 ]            |
| NME               | [ 16 ]            |
| The Observer      | [ 17 ]            |
| Pitchfork         | 6.7/10            |
| PopMatters        | 7/10              |
| Rolling Stone     | [ 20 ]            |

Beneath the Eyrie был встречен в целом положительными отзывами критиков, отмеченных сайтом-агрегатором обзоров Metacritic. Он получил средневзвешенную оценку в 70 из 100 на основе 21 обзора. Многие считали альбом лучшим с момента их реформирования в 2004 году, но большинство критиков согласились с тем, что альбом не покорит поклонников более ранней работы группы. Consequence of Sound описали альбом как «беспредметную смесь риффов и мелодий, которые не сильно падают по качеству и не приближаются к прошлым высотам». Многие хвалили направление в сторону более поп-вдохновленных, мягких треков. PopMattersописал альбом как «портрет» «музыкального прогресса группы и захватывающий взгляд на группу в этот современный музыкальный момент.» Pitchfork описал некоторые песни как возможные би-сайды их третьего альбома Bossanova Однако в отрицательном обзоре The Observer сказал, что хотя альбом лучше, чем многие группы, вдохновлённые Pixies, «он тоже не очень хорош».

## Список композиций
Автор всех песен Блэк Фрэнсис, кроме отмеченных.
1. «In the Arms of Mrs. Mark of Cain» — 4:13
2. «On Graveyard Hill» (Фрэнсис, Паз Леншантин) — 3:25
3. «Catfish Kate» — 3:08
4. «This Is My Fate» — 3:20
5. «Ready for Love» — 2:33
6. «Silver Bullet» — 3:44
7. «Long Rider» (Фрэнсис, Леншантин) — 3:32
8. «Los Surfers Muertos» (Фрэнсис, Леншантин) — 2:54
9. «St. Nazaire» — 2:27
10. «Bird of Prey» — 2:37
11. «Daniel Boone» — 4:52
12. «Death Horizon» — 2:07

Бонус-трек на японском издании
1. «Caught in a Dream» (Demo) — 2:56

Beneath the Eyrie LP 2
Делюкс-бокс-сет-издание Beneath the Eyrie включало второй винил, LP 2 (Demos), с девятью новыми демотреками. Позже они были доступны на потоковых платформах. Все песни написаны Блэком Фрэнсисом.
1. «The Good Works of Cyrus» — 2:08
2. «Please Don’t Go» — 2:53
3. «Chapel Hill» — 1:20
4. «Caught in a Dream» — 2:48
5. «Mal De Mer» — 2:29
6. «Hey, Debussy» — 3:21
7. «Under the Marigold» — 3:26
8. «How I Learned to Earn Rewards» — 2:57
9. «I Just Can’t Break It to You» — 3:38

## Участники записи
Pixies
- Блэк Фрэнсис — гитары, ведущий вокал, сочинение песен
- Паз Леншантин — бас-гитара, вокал, фортепиано, меллотрон, сочинение песен
- Дэвид Ловеринг — ударные, перкуссия
- Джоуи Сантьяго — соло-гитара

Технический персонал
- Том Дэлджети[англ.] — производство, звукорежиссёр, микширование в Psalm Studios в Уилтшире, дополнительно подготовленное фортепиано и перкуссия
- Джон Дэвис — мастеринг в Metropolis
- Кен Хемлинger — ассистент звукорежиссёра
- Саймон Ларбалестье — фотография
- Вон Оливер — арт-директор
- Ариэль Шафир — звукорежиссёр
- Иэн Сопко — ассистент звукорежиссёра
- Майкл Спид — дизайн

## Чарты
| Чарт (2019)                       | Высшая позиция |
| --------------------------------- | -------------- |
| Australian Albums (ARIA)          | 36             |
| Австрия (Ö3 Austria)              | 41             |
| Бельгия/Фландрия (Ultratop)       | 17             |
| Бельгия/Валлония (Ultratop)       | 21             |
| Чехия (ČNS IFPI)                  | 85             |
| French Albums (SNEP)              | 21             |
| Германия (Offizielle Top 100)     | 22             |
| Ирландия (IRMA)                   | 7              |
| Italian Albums (FIMI)             | 97             |
| Япония (Oricon)                   | 101            |
| Шотландия (Scottish Albums Chart) | 3              |
| Spanish Albums (PROMUSICAE)       | 15             |
| Швейцария (Schweizer Hitparade)   | 26             |
| Великобритания (UK Albums Chart)  | 7              |